# Баршев, Андрей Николаевич
Андре́й Никола́евич Ба́ршев (11 сентября 1935, Москва — 25 октября 2006, там же) — советский и российский журналист, радиоведущий.

## Биография
Родился 11 сентября 1935 года в Москве.
Окончил переводческий факультет Московского государственного лингвистического университета, тогда носившего имя Мориса Тореза, по специальности переводчик-референт французского языка.
В 1960-е — 1970-е годы работал переводчиком в советских военных миссиях в Сирии и Алжире. Позже преподавал французский язык в Военно-дипломатической академии при Министерстве иностранных дел СССР. Подполковник в отставке.
С 1981 года работал на радио — сначала на Иновещании (отдел информационной программы на французском языке), а в 1990 году стал ведущим только что основанной радиостанции «Ностальжи».
С 1 мая 2000 года (до закрытия «Ностальжи» тогда оставалось всего полгода) Баршев выходил в эфир на радиостанции «Маяк». В последние годы вёл такие передачи как «О чём поют французы?», «Музыкальный автомат» и др.
В 2000—2006 годах его голос можно было услышать и на канале РТР (в 2002 году переименованном в телеканал «Россия»), где он читал анонсы к фильмам и программам.
Последний свой эфир Андрей Баршев провёл 24 сентября 2006 года.
Обладал басовитым приятным голосом с необычным бархатным тембром. Отличался непринуждённой манерой диалога в прямом эфире, где всегда находилось место шутке, экспромту и импровизации. Снискал любовь радиослушателей как переводчик и популяризатор французской песни XX века (делал и читал в эфире стихотворные переводы песен Ива Монтана, Эдит Пиаф, Патрисии Каас и др.), а также как очень демократичный в общении ведущий. Коллеги-журналисты называли Баршева «золотым голосом Маяка» и «поэтом радиоэфира».
Скончался на 72-м году жизни 25 октября 2006 года от скоротечного онкологического заболевания.

## Семья
Супруга — Людмила Михайловна Баршева (Овчинникова) (1938—2008), работница Внешторга.
- Дочь — Окса́на Андре́евна Ба́ршева (псевдоним Ксения Ларина, р.1963), актриса, критик, журналистка, экс-ведущая радиостанции «Эхо Москвы».
  - Внук — Олег Валиулин (род. 1994), окончил музыкальную школу имени Шопена с красным дипломом.